# Orimarga (Orimarga) pachyrhyncha
Orimarga (Orimarga) pachyrhyncha is een tweevleugelige uit de familie steltmuggen (Limoniidae). De soort komt voor in het Oriëntaals gebied.